# Herniaria maritima
Herniaria maritima är en nejlikväxtart som beskrevs av Heinrich Friedrich Link. Herniaria maritima ingår i släktet knytlingar, och familjen nejlikväxter. Inga underarter finns listade i Catalogue of Life.